# (35072) 1989 TX6
(35072) 1989 TX6 es un asteroide perteneciente al cinturón de asteroides descubierto el 7 de octubre de 1989 por Eric Walter Elst desde el Observatorio de La Silla, Chile.

## Designación y nombre
Designado provisionalmente como 1989 TX6.

## Características orbitales
1989 TX6 está situado a una distancia media del Sol de 2,433 ua, pudiendo alejarse hasta 2,970 ua y acercarse hasta 1,895 ua. Su excentricidad es 0,221 y la inclinación orbital 3,736 grados. Emplea 1386,30 días en completar una órbita alrededor del Sol.

## Características físicas
La magnitud absoluta de 1989 TX6 es 15,9. 